# Western Union
Western Union Company je americká globální firma poskytující finanční a telekomunikační služby. Ředitelství je ve městě Meridian, stát Colorado. Do zrušení služby v roce 2006 doručovala také telegramy.
Western Union má několik divizí, produkty jako osobní peněžní převody, peněžní objednávky, obchodní platby a komerční služby. Nabízeli standardní "kabelogramy" a též tzv. "Candygramy", "Dollygramy" a "Melodygramy".
Western Union jako průmyslový monopol dominovala americkému telegrafnímu průmyslu koncem 19. století.